# Museo Bellapart
El Museo Bellapart es un museo de arte privado en Santo Domingo, República Dominicana. Su colección se especializa en obras de arte de artistas dominicanos desde finales del siglo XIX hasta la década de 1960 en varios medios artísticos de óleos a esculturas.
Es el primer museo privado de la República Dominicana y se considera un referente del arte dominicano ya que su colección es íntegramente de arte dominicano. La entrada al museo es gratuita al público.

## Historia

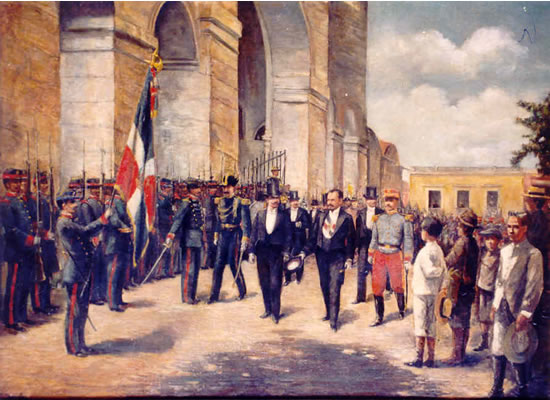
Obra de Luis Desangles en el museo de la escena del presidente Alejandro Woss y Gil en 1903 asumiendo el cargo de su segunda legislatura presidencial.

El museo fue fundado por el empresario Juan José Bellapart y abrió sus puertas al público el 18 de febrero de 1999. El edificio fue diseñado por el arquitecto dominicano Leopoldo Franco. 
La colección forma parte de la colección privada de la familia Bellapart que lleva coleccionando las obras del museo desde los años 1960.

## Colección
Su colección incluye más de 2.000 obras de una gran variedad de artistas dominicanos en cuatro categorías de artes plásticas: pinturas, esculturas, grabados y dibujos. Incluye obras de los artistas Celeste Woss y Gil, Darío Suro, José Vela Zanetti, Eugenio Fernández Granell, Clara Ledesma, Antonio Prats Ventós, Cándido Bidó, Silvano Lora, Fernando Peña Defilló y Ramón Oviedo, entre otros.